# Christoph Friedrich Heinrich Lindemann
Christoph Friedrich Heinrich Lindemann (* 1749; † 1816 in Dannenberg) war ein evangelisch-lutherischer Prediger und landeskundlicher Publizist Menorcas (Minorca).

## Leben
Lindemann war ein Sohn eines Theologen aus Aerzen. Gleich nach Abschluss des Theologiestudiums bewarb er sich als Feldprediger für den Einsatz hannoveraner Truppen in Übersee. Am 25. August 1775 erhielt er die Ordination und am nächsten Tag reiste er nach Cuxhaven und schiffte sich am 5. Oktober dort ein. Auf Menorca übte er den normalen Dienst als Feldprediger aus, das heißt, Gottesdienste durchführen, Seelsorge betreiben, Krankenbesuche. Durch den langen Verbleib und die wenig kriegerische Situation als Garnison kamen noch Taufen und Hochzeiten hinzu. Nach sechs Jahren Dienst wurde seiner Ablösung durch das Konsistorium in Hannover auf sein Gesuch hin stattgegeben. Er sollte nur noch auf seine Ablösung warten, die recht zügig danach losgeschickt wurde. Genau in diesem Augenblick wurde aber die Festung St. Philip von französisch-spanischen Truppen angegriffen, belagert und erobert. Die durch Skorbut besiegten englischen und hannoveranischen Truppen erhielten freien Abzug und gingen nach England. Er selbst ging aber mit den Offizieren über Livorno und Frankreich nach Calais. Von London aus bat er wieder um die Erlaubnis, nach Hause zurückkehren zu dürfen. 1782 erreichte er endlich die Heimat. Aber schon kurz danach wurde er Garnisonsprediger in Lüneburg und 1791 Superintendent in Lüneburg. Nach Dannenberg wechselte er 1797 in derselben Verantwortung. 1816 starb er dort. Er publizierte Bücher und zahlreiche Artikel zu weltlichen und theologischen Themen.

## Bedeutung
Die von Lindemann herausgegebenen Schriften, die Menorca betreffen, sind für die Landeskunde Menorcas von besonderer Bedeutung, da sie erstmals die Geographie, Soziologie, Geschichte und Wirtschaft der Insel unter dem Gesichtspunkt der Vernunft darstellen. Insofern stehen diese Schriften unter dem Blickpunkt der Erforschung so genannter Randregionen Europas und gehen über die übliche Reiseliteratur hinaus. Dieser Abschnitt hannoveraner Militärgeschichte gehört mit zu den am besten dokumentierten Epochen.

## Publikationen
- Tagebuch eines Predigers enthaltend die See-Reise der Hannöverischen Truppen nach der Insel Minorca. Hannover 1776 Digitalisat der Niedersächsischen Staats- und Universitätsbibliothek Göttingen
- Tagebuch während der Belagerung des Forts St. Philipp auf der Insel Minorka, in Hannoversches Magazin 21(1783) Heft 44 bis 49, 55 bis 57 Digitalisat der Bayerischen Staatsbibliothek (Beginn mit Sp. 689, Scanseite 373)
- Reisebemerkungen über einen Theil von Italien, Frankreich und Engelland. Celle 1784 Digitalisat der Bayerischen Staatsbibliothek
- Geographische und statistische Beschreibung der Insel Minorka. Leipzig 1786 Digitalisat der Universität Michigan auf Google books